# Ulug Mehmed
Ulug Mehmed (reg. 1419–1424 und 1427–1438; † 1445) war ein Khan der Goldenen Horde, der nach seinem Sturz das Khanat von Kasan gründete. In seine Regierungszeit fällt der endgültige Zerfall der Goldenen Horde. Der Zusatz Ulug bedeutet der „große“ Mehmed und soll ihn von einem gleichnamigen Rivalen unterscheiden. 

## Herkunft
Seine Herkunft ist nicht ausreichend überliefert. Er war – nach dem Zeitgenossen J. Barbaro und nach Abulghazi – der Sohn eines Hassan Oglan, vermutlich ein Lokalfürst dieser Zeit, der um 1372 im Raum Bolgar am Zusammenfluss von Wolga und Kama regierte und der 1370–76 bei russischen Vorstößen unter Dmitri Konstantinowitsch von Susdal Niederlagen erlitt. Er zählt zur die Verwandtschaft von Toktamisch, aber über seine genaue Clanzugehörigkeit liegen keine historischen Überlieferungen vor.

## Khan der Goldenen Horde
Ulug Mehmed bemächtigte sich unmittelbar nach dem Sturz des Emirs Edigü und der gegenseitigen Vernichtung mehrerer Söhne Toktamischs des Throns (1419 Münze aus Astrachan) und schickte Gesandte zu dem Timuridenherrscher Shah Rukh (1421). Nach  Schiltberger soll er im Kampf gegen Edigü und dessen Schützling Chekre Khan die Regierung ergriffen haben. 
Der Khan hatte ständig mit Rivalen zu kämpfen. Einer davon war Devlet Berdi, der sich nach 1424 auf der Krim festsetzen konnte und dort das Krim-Khanat begründete. 1424 wurde Ulug Mehmed von dem sibirischen Khan Boraq (1422–28) besiegt und verlor für etwa drei Jahre den Thron. Er floh mit seinem Sohn zu Großfürst Witold an den Hof des Großfürstentum Litauen. Boraq zeigte aber kein Interesse an den Städten der Horde – es gibt keine Münzen – und konzentrierte sich stattdessen auf das wohlhabende Syr-Darja-Gebiet und das Timuridenreich. An seiner Stelle ergriff Devlet Berdi die Macht, sandte im März 1427 einen Botschafter nach Ägypten und gab u. a. 1427/28 Münzen in Neu-Sarai und Astrachan heraus. Im Jahr 1428 holte sich Ulug Mehmed schließlich den Thron zurück, indem er Boraq tötete – ein Verdienst, das aber auch Boraqs sibirischem Rivalen, dem Usbeken-Khan Abu'l-Chair (reg. 1428–1468) zugeschrieben wird. 
Nach seiner Rückkehr suchte Ulug Mehmed das Bündnis mit Litauen und mit dem Osmanenreich, dokumentiert in einem Brief an Sultan Murad II. im März 1428. Im April 1429 traf auch einer seiner Gesandten in Ägypten ein, möglicherweise in der Hoffnung auf Getreidelieferungen wegen einer Dürre in Südrussland. Weiterhin setzte er im Frühjahr 1432 nach langen Verhandlungen Vasilij II. (reg. 1425–62) von Moskau als russischen Großfürsten ein, nachdem dieser mit seinem verfeindeten Onkel Juri das Hoflager des Khans besucht hatte. 
Schließlich brachen in der Horde neue Machtkämpfe aus: Um 1431 mischte sich Ulug Mehmed zugunsten von Žygimantas Kęstutaitis (reg. 1432–40) in die litauischen Thronstreitigkeiten ein und überfiel Kiew. Prompt nahmen Zygimantas Gegenspieler in der litauischen Nachfolge, sein Bruder Švitrigaila, sowie der Moskauer Großfürst Vasilij II. Kontakt zu einem Rivalen Ulug Mehmeds, dem Khan Sajjid Ahmed (reg. 1433–55/60) auf und erkannten ihn als neuen Oberherren an. Sajjid Ahmed führte zugunsten von Švitrigaila verschiedene Kriegszüge nach Podolien und ins Karpatenvorland an und verschaffte sich dadurch Einfluss im Westen der Horde. Neben ihm tauchte noch ein weiterer Thronanwärter auf: Küchük Mehmed (reg. 1435–59/65), ein Khan aus dem Namagan-Patrimonium, zog über Astrachan an den unteren Don.

## Rückzug nach Kasan
Durch die neuen Rivalen wurde Ulug Mehmed um 1438 gezwungen, sich aus dem Kernland der Goldenen Horde zurückzuziehen und an der oberen Oka niederzulassen. Vasilij II. ergriff seine Chance und ging militärisch weiter gegen ihn vor, wurde jedoch im Dezember 1438 bei Belev an der Oka geschlagen, woraufhin der Khan das Gebiet um Moskau plünderte. Danach setzte sich Ulug Mehmed in Kasan fest und begründete dort ein eigenständiges Khanat, das Khanat von Kasan. Im Juli 1445 schlugen seine Söhne Jusuf (auch Jaqub) und Mahmudek den Großfürsten in der Nähe von Suzdal erneut. Vasilij II. geriet in Gefangenschaft, aber Ulug Mehmed ließ ihn vorzeitig wieder frei und nutzte den Sieg politisch nicht weiter aus; der Großfürst wurde nur zur Zahlung eines Lösegeldes gezwungen. 
Ulug Mehmed wurde wahrscheinlich im Herbst 1445 von seinem Sohn Mahmudek in Kurmysch ermordet, der auch seinen Bruder Jaqub umbrachte und den Thron in Kasan bestieg. Es gibt dazu jedoch abweichende Überlieferungen.